# 戈勒姆 (新罕布什爾州普查規定居民點)
戈勒姆（英語：Gorham）是位於美國新罕布什爾州庫斯縣的普查規定居民點。

## 人口
根據2020年美國人口普查的數據，戈勒姆的面積為4.58平方千米，當中陸地面積為4.36平方千米，而水域面積為0.22平方千米。當地共有人口1851人，而人口密度為每平方千米404.15人。